# Fűszer

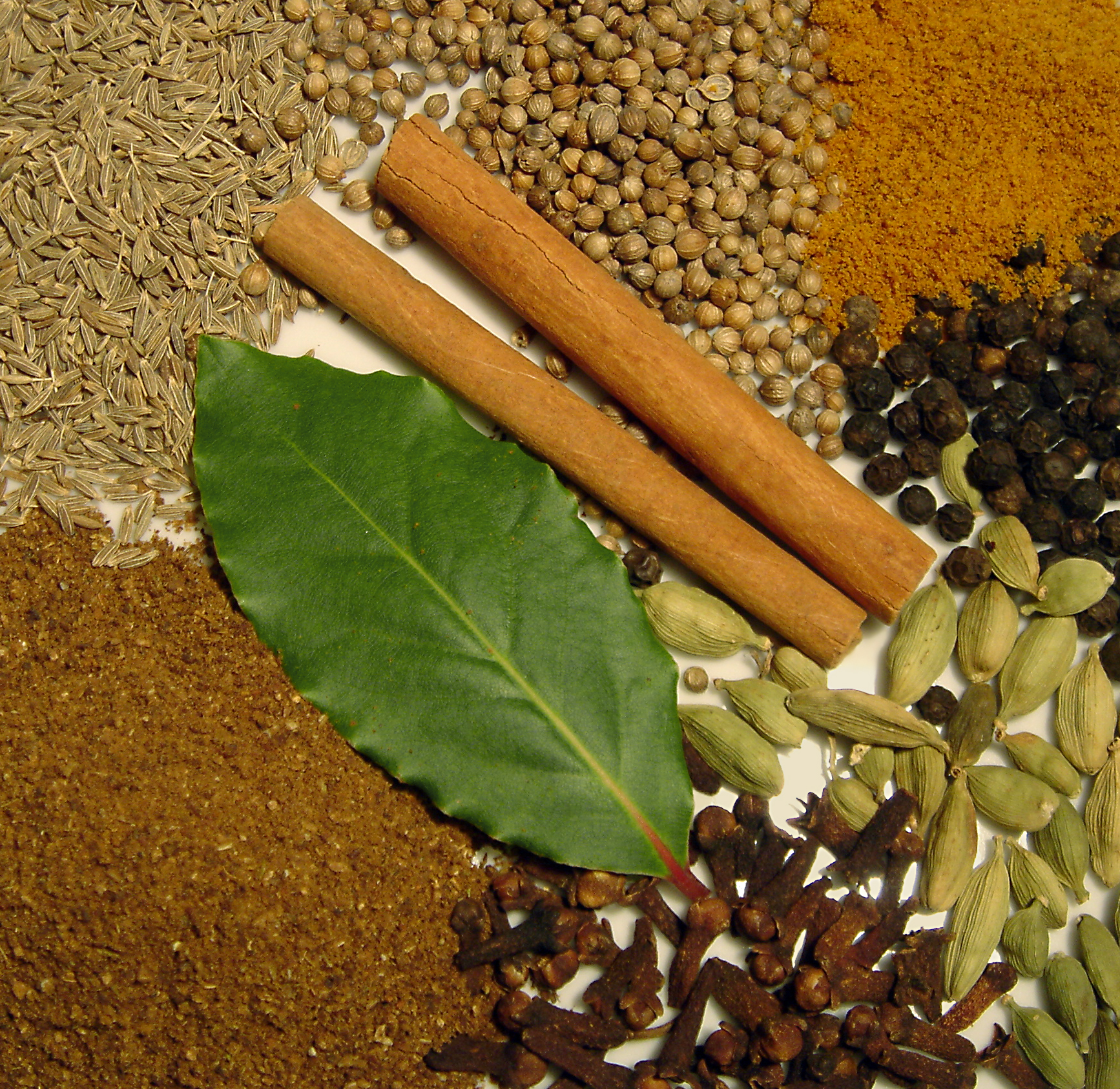
A Garam Masala indiai fűszerkeverék összetevői: babérlevél, fahéj, koriander, fekete bors, kardamom, szegfűszeg, szerecsendió, kömény

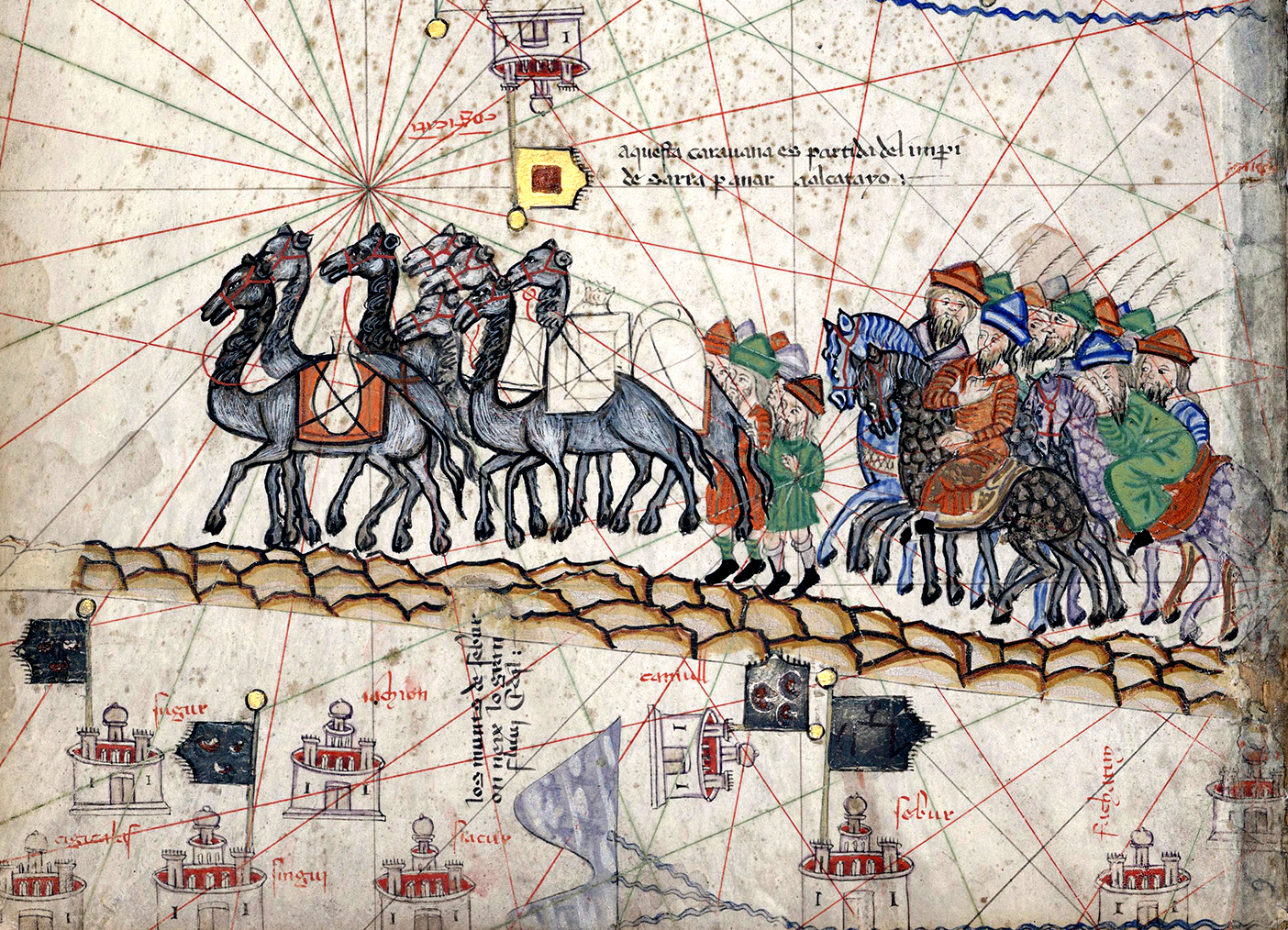
Marco Polo karavánja Ázsiában

A fűszerek mindazon növényekből, gombákból, állatokból vagy ásványokból nyert anyagok, amelyeket hatóanyagaik (illat-, íz-, zamat-, szín- és tartósítóanyagok) miatt ételeink elkészítéséhez, tartósításához felhasználunk. A fűszerek nagy többsége növényi eredetű; a zömmel fűszernek termesztett/használt növények a fűszernövények.
A fűszer a növények erős ízhatású vagy aromájú része, amit ételkészítéskor az ételek ízének, illatának megőrzésére, módosítására használnak csekély mennyiségben. A fűszereket továbbá gyakran használják illatszerek, parfümök és gyógyszerek előállításához, valamint vallási rituálék során. A fűszerek kitűnnek a többi növényi alapanyag közül, mint például gyógynövények, az aromás zöldségek és a szárított gyümölcsök, amelyek zöld leveles részét, szárát, gyökerét, termését vagy virágját hasonló célokra használják.

## Fűszertörténelem
A fűszerek a kezdetektől fogva kiemelkedő szerepet töltöttek be az emberi történelemben. Már az őskorban is fontos szerepet játszott a növények ismerete és felhasználásuk az ételek elkészítésében. Eleinte a közvetlen tapasztalás alapján szereztek gyakorlatot használatukra, majd később az összegyűlt tapasztalatokat tudományos módszerekkel ötvözve alakult ki a fűszerkészítés, termesztés tudománya. Így az ételek ízesítése elődeinktől örökölt szokásokon alapszik, amit ma már egyre többen próbálnak új ízesítési eljárásokkal, új konyhatechnikai eljárásokkal, más nemzetektől átvett, saját ízlésüknek is megfelelő és környezetükben is beszerezhető alapanyagokból álló receptekkel változatosabbá tenni.
Mivel rendkívül sokoldalú a felhasználásuk és eltérő az elterjedtségük, ezért a fűszerek már az ókorban is nagyon értékes árucikkek voltak. A bibliai Józsefet az Ószövetség szerint bátyjai fűszerkereskedőknek adták el rabszolgának. Salamon király bibliai versében, az Énekek éneke c. művében szíve választottját különböző fűszerformákhoz hasonlítja. A fűszerek, különösen a távol-keletiek, a fényűző lakomák kellékei voltak, és mivel nagyon messziről kellett szállítani őket, sokszor az aranynál is drágábbak voltak és státusszimbólumnak számítottak. Az általunk is ismert fekete bors (Piper nigrum) Indiában termett, és olyan ritka és értékes volt, hogy terméseit pénzként használták. Az idősebb Plinius az 1. században Naturalis Historia című művében írta a borssal kapcsolatban: „Nincs év, amelyikben India ne jutna a Római Birodalomtól ötvenmillió szeszterciuszhoz.”
A 13. században Marco Polo, a fiatal velencei felfedező hozott hírt az új fűszerlelőhelyekről. Az Indiából Európába érkező fűszerek kalandos hajóutakon jutottak el a vásárlókhoz és emiatt nagyon megbecsült árucikkek voltak. Kolumbusz Kristóf valójában egy új, Indiába vezető útvonalat kívánt felfedezni, amikor 1492-ben Santa Maria nevű hajóján tengerre szállt. Az addig ismert „fűszerút” évezredek során alakult ki, és Japán nyugati partjaitól indulva az indonéz szigetvilágon és Kínán keresztül haladt, érintette India partvidékeit is. A szárazföldeken a fűszereket karavánok szállították, aztán Indiától hajóval vitték tovább a Közel-Keletre, majd onnan a mediterrán térségen keresztül Európába. A fűszerkereskedelem századokon át Arábia kereskedőinek uralma alatt állt, ők tartották kézben a szállításokat és határozták meg az árakat. A fűszerek származási helyét és termesztésük módjait titokként kezelték.
A fűszerek jelentették a fő motivációt abban, hogy Vasco da Gama portugál hajós elindult Indiába, ami aztán az új felfedezések mellett a brit birodalom négy évszázados uralmának kezdetét jelentette.

## A fűszerek csoportosítása

### Gyökér- és kéregfűszerek
Ebbe a csoportba azon fűszernövények tartoznak, amelyek gyökeréből vonják ki a fűszerkészítés alapanyagát, vagy magát a gyökeret használják ízesítésre, esetleg a fűszernövény kérgét. Ismert példák: gyömbér, kurkuma, fahéj.

### Levélfűszerek
Babérlevél, bazsalikom, lestyán, kapor, szurokfű, zsálya, borsikafű, borsmenta, citromfű, fehér üröm, kakukkfű, majoránna, rozmaring, tárkony.

### Termésfűszerek
Ánizs, borókabogyó, bors, koriander, vanília, fűszerkömény, fűszerpaprika, szegfűbors.

### Virágfűszerek
Kapri, sáfrány, szegfűszeg.

### Magfűszerek
Mustármag, szerecsendió, kapor.

### A fűszerekről általában
- Fűszereinkre a táplálkozásban nagy szükség van, mivel ízükkel, színükkel élvezetessé teszik az alapanyagokat és elősegítik, hogy a szervezet az elfogyasztott étel tápanyagait megfelelően hasznosítsa.
- Az emberi táplálkozásra felhasznált alapanyag (liszt, tojás, főzelékfélék) fűszerezés nélkül legtöbb esetben egyhangú, nem ízletes az étel. Az ilyen ételekre kényszerült ember étvágya csökken, az emésztéshez szükséges nyálkaképződés nem megfelelő, ezért a tápanyag emésztése, felszívódása is minimális.
- A fűszerezés ízesítő, zamatosító, színesítő finom aromájukkal hatnak az ízlelésre, szaglásra és nem utolsósorban az elkészített étel látványa is befolyásolja étvágyunkat.

A fűszerek felhasználásakor a tapasztalat, a kísérletezési kedv és a mérsékletesség legyen a döntő. Óvakodni kell az erős fűszerek állandó és mértéktelen használatától. Ezek hatóanyagai kismértékben alkalmazva elősegítik, javítják az étvágyat, illatukkal kívánatosabbá teszik ételeinket, túlzott alkalmazásuk azonban komoly egészségkárosodást is okozhatnak. Például a konyhasó hiánya szédülést, izomgyengeséget, görcsöket, apátiát, végső esetben halált is okozhat. A fűszerek teszik táplálkozásunkat teljes értékűvé, a bennük lévő vitaminok, ásványi anyagok, savak, keserű anyagok stb. által.

## A fűszerek tárolása
- Ha lehetséges, a főzéshez mindig friss fűszert használjuk, mert így alkotóelemei jobban ki tudják fejteni hatásukat. A sárgult, fonnyadt növények vitamintartalma, így tápértéke is kisebb.
- Ha lehet, csak megbízható helyen vásároljunk, és csak annyit vágjunk fel, amennyi a főzéshez elegendő. A könnyen romló zöld növényeket, mint a vágott virágot, szárával együtt több napig eltarthatjuk. Folyóvízzel leöblítjük, a közte maradó vizet kirázzuk belőle, majd nejlonzacskóba téve, a hűtőszekrény fűszertartójában tároljuk a felhasználásig. A megtisztított gyökereket ugyanígy tárolhatjuk, csak közvetlenül a fogyasztás előtt aprítsuk fel, mert a fény és levegő csökkenti a táp- és ízértéküket. Felvágásukhoz éles rozsdamentes kést, nedvesített és lecsurgatott deszkalapot, vagy műanyag lapot használjunk, mert a vágáskor az értékes növényi nedvekben veszteség keletkezik.
- Ha a friss fűszernövényt tárolási célból szárítani akarjuk, árnyas, szellős, pormentes helyre tegyük. A száradást időnként ellenőrizzük, mert a megszáradt növény a rossz időjárás következtében a nagyobb páratartalmú levegőből ismét átnedvesedhet, porosodhat, ez rontja a minőségét, esetleg rothadás is bekövetkezhet. A száraz növény száradási foka akkor jó, ha a növény jellegzetes színét, illatát megőrizte és ujjaink között könnyen szétmorzsolható. Az így szárított növényeket batiszt- vagy tüllzacskóban, száraz, szellős helyen, felakasztva tároljuk.
- Nyers fűszernövényeket, gyökérzöldségeket télen tisztára meszelt, száraz, szellőztethető, fagymentes, de hűvös pincében, kamrában, átválogatott, hibátlan, tiszta, de nem mosott – a belső szívlevelei kivételével –, levélzetétől megfosztva tárolhatunk. Az így előkészített növényeket 6–8 cm homokra rakjuk, addig rétegezzük, míg az utolsó sor gyökérzöldséget is homokkal betakarjuk. Időnként ellenőrizzük, és ha romlást észlelünk, az egészet át kell válogatni.
- A nyers (félérett) paradicsomot a fagyok beállta előtt leszedjük, mert ablak közé rakva beérik, fogyaszthatóvá válik. Esetleg savanyúságként is eltehető. Az érett paradicsomot, paprikát, zöldség- és zellerzöldet megmossuk, lecsepegtetjük a vizet, és 24 órán belül lefagyasztjuk. Fagyott állapotban, vagy a felengedés után azonnal felhasználjuk.
- A fűszereket száraz állapotban, egymástól is elkülönítve, jól zárható, fénytől is védett dobozokban tároljuk. A durvára őrölt fűszer tovább tartja meg aromáját, de főzéskor őröljük meg, így az aromáját, illatát és ízanyagait jobban ki tudja fejteni, ezzel kevesebb fűszer felhasználásával is elérjük a kívánt hatást.

## Adagolás

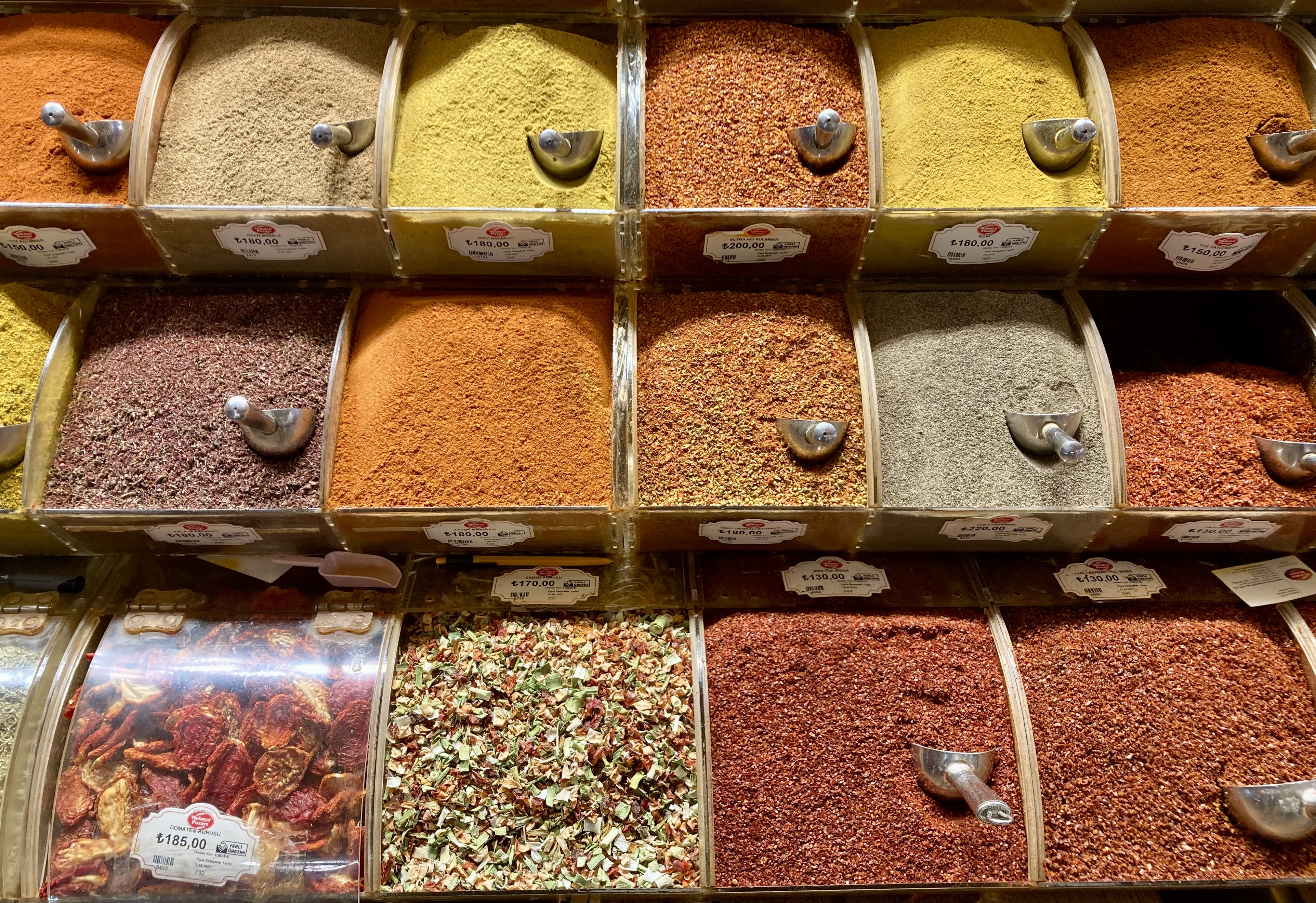
Fűszerpiac Isztambulban

A fűszerek pontos adagolását nem lehet megszabni, minden fűszernek megvan a különös sajátossága, amely eldönti, hogyan kell, vagy szabad felhasználni. Mindenkinek a saját és családja ízlése, kívánalma, esetleg diétája szerint kell a fűszerek közül válogatni, mennyiségét meghatározni. Alapelv, hogy mindig az étel ízét emeljük ki a fűszerezéssel, ezért kezdetben csak kevesebb fűszert használjunk.
Sok olyan fűszer van, amit nem kell az étellel együtt főzni, csak a már majdnem kész ételbe tesszük, és többször megkóstoljuk. A helyes fűszerezés a konyhaművészet komoly próbája. Csak az tudja az ételeket megfelelően fűszerezni, akinek a főzésben és a fűszerezésben is egyaránt megvan a kellő gyakorlata.
Hazánkban a legnagyobb tévedés, hogy a "magyaros" ételeknek (gulyás, halászlé) erősnek, borsosnak kell lennie, hogy a vendég könnye is kicsorduljon tőle. A fűszerezés tudománya éppen abban rejlik, hogy minden túlzástól mentesen, mértéktartó, az ételek ízéhez, jellegéhez, esetleges diabéteszhez igazodjon.
Néhány fűszernek az a feladata, hogy a kellemetlen szagokat eltüntesse, vagy az erős ízeket gyengítse, ilyenkor kissé több fűszert használhatunk. (Például a bélszag eltüntetése miatt az egybesütött liba, kacsa, tyúk hasüregét majoránnával bedörzsöljük, majd csokorba kötött petrezselyemzöldet helyezünk el benne.)
Ugyancsak több fűszert használjunk a hidegen fogyasztott ételekhez is. Vigyázzunk azonban arra, hogy az utólag az ételre szórt fűszerek egyenletesen és finomra darálva kerüljenek rá.

## A fűszerek fő hatóanyagai

### Alkaloidok
Vízben nem oldódó, bázisos sajátosságú, a központi idegrendszerre is ható erős vegyületek. Bódító, fájdalomcsillapító, izgató és élénkítő hatást fejtenek ki.

### Ásványi anyagok
Ásványi anyagokat a testépítő anyagok közé sorolják, mert a kalcium, foszfor, vas, jód, magnézium, a csont- és más szövetek, valamint a zsír fontos építőanyagai. Fűszernövényeink termésében, magvaiban találhatók leginkább.

### Cserzőanyagok – növényi csersavak
Vízben oldható, összehúzó ízű és hatású, eddig felderítetlen szerkezetű anyagok. Erjedést, rothadást, gyulladást gátló hatásuk miatt a bélflórában a bomlási folyamatokat, a kellemetlen szagképződéseket, a baktériumok elszaporodását kedvezően befolyásolják, oszlatják.

### Keserű anyagok
Közös sajátosságuk az erősen keserű íz, fokozzák a nyál- és gyomornedv-elválasztást, a gyomor- és bélmozgásokat, mozgásba hozzák a bélfalban lévő nyiroksejteket, melyeknek a fehérjék felszívódásában van fontos szerepük.

### Növényi festékanyagok
Az íz- és aromaanyagokon kívül több fűszer festékanyaga is hozzájárul az ételek küllemének, ezen keresztül az étvágy fokozásához (karotinoidok, klorofill, antociánok, flavonok stb.). Festékanyagot tartalmazó fűszerek például: cékla, sáfrány, sáfrányos szeklice, paprika, petrezselyem, komló, kurkuma stb.

### Illóolajok
Fűszereink nagy csoportját alkotják azok, melyek illóolajat vagy más aromás anyagot tartalmaznak. Az illóolajok az ételeknek illatot és ízt adnak, ezen kívül elősegítik, serkentik az emésztést, gyulladáscsökkentő és baktericid hatásuk is van.
Növényi részekből előállított illóolajokból készülnek az illatszerek, fog- és szájápolási cikkek aromát adó alapanyagai, üdítő- és élvezeti italok ízesítői, illatosítói. Ide tartoznak az egyes fák kérgéből kifolyó, illóolajokhoz hasonló cseppfolyós balzsamok és megszilárduló gyanták, melyeknek nem csak gyógyhatásuk, de a fűszerek illatához és jellemző ízéhez is hozzájárulnak italaink illatosítói, ízesítői.

### Glikozidok
A glikozidok a szervezetben az ásványi anyagok felszívódását segítik elő, a légutakban fellépő izgalmakat enyhítik, szívműködést szabályzó hatásuk is van. A szervezet fermentumai cukorra és különféle organikus vegyületekre bontják őket, melyek fokozzák a bélműködést és az étvágyat. Glikozidot tartalmaz többek között a mustár, a retek, a hagyma, a torma stb.

### Szerves savak
Fertőtlenítő és anyagcsere-szabályzó hatásuknál fogva jó szolgálatot tesznek az emésztőcsatornában. A fűszernövények majd' minden részében előfordulnak.

### Vitaminok
A szervezet zavartalan működéséhez nélkülözhetetlen anyagok, hiányuk (avitaminózis) komoly betegségeket okozhat, mivel a szervezetünk nem tudja előállítani mindezeket az anyagokat, a táplálékkal kell szervezetünkbe juttatni. Vitamint tartalmazó fűszernövényeink például: paprika, petrezselyem, zeller, retek, vöröshagyma stb.

### Szénhidrátok
A szervezet kalóriával való ellátásához nélkülözhetetlenek a szénhidrátok. Gyulladást csökkentő hatásuk közismert. Azok a fűszerek és ízesítő anyagok tartalmazzák, melyek édes anyagot, keményítőt, nyálkát, pektint tartalmaznak.

### Zsírok,zsíros olajok
Szerepük a fűszerek esetében nem számottevő, mivel olyan kis mennyiségben fordulnak bennük elő, hogy az étel összes tápanyagértékét jelentősen nem fokozzák. Leginkább termésekben, magvakban találhatók.